# Hrvatski akademski sportski savez
Hrvatski akademski sportski savez (HASS, poznat i kao UniSport) jedini je hrvatski nacionalni športski savez koji potiče, promiče i skrbi o sportu na visokim učilištima te ga predstavlja u međunarodnim okvirima. Međunarodni naziv za Savez je Croatian Academic Sports Federation.
Savez je osnovan 25. travnja 1994. godine pod nazivom Hrvatski sveučilišni sportski savez (međ. Croatian University Sports Federation) te je 18. rujna 2012. promijenio ime u Hrvatski akademski sportski savez. Savez je član Svjetske sveučilišne sportske federacije (FISU) i Europske sveučilišne sportske asocijacije (European University Sports Association (EUSA)).

## Vanjske poveznice
- Službena stranica